# Санфинш, Морреу
Мануэль Пинту Душ Сантуш, более известный как Морреу Санфинш (1922—2014) — португальский футболист, который играл на позиции нападающего за «Порту».
Санфинш дебютировал за «Порту» в сезоне 1946/47, он выступал за португальский клуб более пяти лет. За это время он сыграл за команду 106 матчей и забил 43 гола.
Санфинш наиболее известен благодаря участию в знаменитом товарищеском матче 6 мая 1948 года против лондонского «Арсенала». «Канониры» приехали в Порту в ранге чемпионов Англии, однако уступили местной команде со счётом 2:3. Санфинш также принял участие в матче, выйдя на поле вместо Католину. Победу португальцам принесли гол Араужу и дубль Коррея Диаша. За победу «Порту» получил кубок, сделанный более чем на половину из чистого серебра.
Санфинш был последним живым игроком того победного состава.